# أنور بن ناصر
أنور بن ناصر (مواليد 22 أغسطس 1983) هو سبّاح تونسي، مثّل بلاده في الألعاب الأولمبية الصيفية 2004.

## روابط خارجية
أنور بن ناصر على موقع الاتحاد الدولي للسباحة (الإنجليزية)
- أنور بن ناصر على موقع أوليمبيديا (الإنجليزية)